# Малкин, Евгений Владимирович
Евге́ний Влади́мирович Ма́лкин (род. 31 июля 1986, Магнитогорск, Челябинская область) — российский хоккеист, центральный нападающий клуба НХЛ «Питтсбург Пингвинз» и сборной России. Трёхкратный обладатель Кубка Стэнли (2009, 2016, 2017) в составе «Питтсбург Пингвинз», двукратный чемпион мира (2012 и 2014), участник трёх Олимпийских игр (2006, 2010, 2014). Заслуженный мастер спорта России (2012).
Воспитанник хоккейной школы магнитогорского «Металлурга». Чемпион мира среди юниоров 2004. Двукратный серебряный призёр молодёжных чемпионатов мира. Серебряный и бронзовый призёр чемпионатов России в составе магнитогорского «Металлурга». Двукратный чемпион мира, лучший игрок чемпионата мира 2012 года.
На драфте НХЛ 2004 года был выбран клубом «Питтсбург Пингвинз» в первом раунде под общим 2-м номером. С 2006 года выступает за «Пингвинз», являясь альтернативным капитаном клуба.
Лучший новичок НХЛ сезона 2006/07. Первый российский игрок, ставший обладателем «Конн Смайт Трофи». Занимает третье место среди всех действующих игроков НХЛ по набранным очкам за карьеру, второе место среди российских хоккеистов по количеству очков и голов и первое место по количеству передач в регулярных чемпионатах НХЛ, а также второе место по голам и первое место по набранным очкам в плей-офф.

## Игровая карьера

### Карьера в России
Отец Евгения, Владимир Анатольевич, сам когда-то играл в хоккей и уже в три года поставил сына на коньки. Первым тренером будущей звезды в хоккейной школе магнитогорского «Металлурга» был Юрий Тукасеров. В возрасте 8 лет тренером Евгения стал Сергей Зинов.
До 15-летнего возраста не все специалисты могли разглядеть потенциал юного хоккеиста — одно время его даже не брали в юношескую сборную уральского региона.
Однако своей целеустремлённостью и работоспособностью хоккеист доказал своё право находиться в юниорской и молодёжной сборных России. В 2004 году на юношеском чемпионате мира (игроки не старше 18 лет) в Минске в составе российской сборной Евгений становится чемпионом мира. На молодёжном чемпионате мира (игроки не старше 20 лет) его успехи чуть скромнее: 5-е место на чемпионате мира 2004 года (где он был самым молодым хоккеистом в составе российской команды) и два серебра на чемпионатах мира 2005 и 2006 годов, проходивших соответственно в США и Канаде.
Дебютным матчем Малкина на высшем уровне чемпионата России стала гостевая игра «Металлурга» с ярославским «Локомотивом» 12 сентября 2003 года в сезоне 2003/04 («Локомотив» одержал победу со счётом 7:2). До этого Евгений сыграл два матча за основной состав магнитогорцев на XII Мемориале И. Х. Ромазана в 2003 году. Свой бомбардирский счёт он открыл 11 октября 2003 года в Москве в матче против «Динамо» (Москва) — вместе с Равилем Гусмановым он ассистировал Александру Корешкову. Свою первую шайбу Малкин забросил в Ярославле в матче с тем же «Локомотивом» 12 декабря 2003 года, причём в этой игре он отметился двумя голами.
Всего за магнитогорский клуб Евгений Малкин выступал 3 сезона — 2003/04, 2004/05 и 2005/06. За это время из подающего надежды «масочника» он превратился в одного из лидеров клуба и сборной. За это время он становился серебряным и бронзовым призёром чемпионата России (сезоны 2003/04 и 2005/06). В своём первом сезоне он был признан лучшим новичком сезона, а в сезоне 2005/06 стал обладателем приза «Золотой шлем» как лучшему центральному нападающему (кроме этого он стал вторым бомбардиром сезона после Алексея Морозова). Из-за локаута в НХЛ, сезон 2012/2013 Малкин начал в КХЛ в составе родного магнитогорского «Металлурга». Всего провёл 37 матчей, в которых набрал 65 (23+42) очков.
В 2006 году во время поездки «Металлурга» на традиционный межсезонный турнир Кубок Тампере Малкин по прибытии в Хельсинки покинул расположение команды, чтобы отправиться в Северную Америку выступать в НХЛ.

### Карьера в НХЛ

#### 2000-е годы
После своего побега из магнитогорского «Металлурга» Малкин 5 сентября 2006 года подписал контракт с клубом НХЛ «Питтсбург Пингвинз». В первом же выставочном матче 20 сентября 2006 года против «Филадельфии Флайерз» Малкин в первом периоде на 2-й минуте сделал результативную передачу, после которой отличился Сергей Гончар. Однако в самом начале второго периода, после столкновения со своим же партнёром Джоном Леклером, он неудачно упал и повредил плечо. К счастью для игрока, травма оказалась не столь серьёзной, и хоккеист пропустил только четыре стартовых матча «Питтсбурга» в сезоне 2006/07.
Дебютный матч в НХЛ Малкин провёл 19 октября 2006 года на домашнем для «Пингвинз» льду «Меллон Арены» в матче против «Нью-Джерси Девилз». Проведя на площадке 18 минут 15 секунд и нанеся по воротам соперника два броска, он сумел отличиться на 38 минуте 38 секунде игры с передач Райана Уитни и Марка Рекки.

«Я волновался, ведь это была первая моя игра здесь. Дальше, думаю, будет полегче»
«Питтсбург» смог попасть в плей-офф впервые с 2001 года. В первом раунде Кубка Стэнли против «Оттавы Сенаторз» «Пингвины» проиграли со счётом 1-4. Малкин в пяти матчах набрал 4 очка. По итогам сезона Евгений получил «Колдер Трофи».
В сезоне 2007/08 Малкин смог очень удачно заменить Сидни Кросби во время отсутствия его из-за травмы, благодаря чему попал на свой первый Матч всех звёзд НХЛ. В январе после матча с «Вашингтон Кэпиталз» Малкин обвинил Александра Овечкина в излишней жёсткости к нему и в попытке умышленного нанесения травмы. Игроки обменивались упреками друг к другу через прессу, тем самым подогревая интерес к конфликту. А во время матчей их команд друг с другом постоянно акцентировалось внимание на игроках. После возвращения Кросби и приобретения у «Атланты Трэшерз» Мариана Госсы «Питтсбург» выиграл свой дивизион и всеми специалистами признавался одним из фаворитов плей-офф. В первом раунде, как и год назад, «пингвины» снова играли с «Оттавой», однако на этот раз «Питтсбург» не оставил ни единого шанса «Сенаторам», обыграв их в четырёх матчах. После чего они последовательно выбили из плей-офф «Нью-Йорк Рейнджерс» и «Филадельфию Флайерз» с одинаковым счётом 4-1 в серии и, впервые с 1992 года, вышли в финал, где встретились с «Детройт Ред Уингз», однако выиграть Кубок не смогли. По окончании сезона Малкин подписал пятилетний контракт с «Пингвинами» на общую сумму $ 43,5 млн.
Регулярный чемпионат сезона 2008/09 команда провела неровно, однако благодаря смене тренера, «пингвины» с пятого места вышли в плей-офф. Для самого же Малкина этот сезон стал лучшим в карьере. В «регулярке» он со 113 очками выиграл гонку бомбардиров и получил «Арт Росс Трофи». На матче всех звёзд попал в стартовую пятерку и выиграл соревнование на точность броска. Также в те звёздные выходные произошло его примирение с Александром Овечкиным. В первом раунде плей-офф «Питтсбург» обыграл «Филадельфию», а во втором раунде по итогам семи матчей оказался сильнее «Вашингтона». В финале конференции «пингвины» легко одолели «Каролину Харрикейнз» 4-0. Во втором матче серии (7:4) Малкин сделал свой первый хет-трик в плей-офф Кубка Стэнли и отдал одну результативную передачу. В третьем матче серии (6:2) Малкин набрал три очка (2+1). В решающей серии «Питтсбург» снова встретился с «Детройтом». Как и в прошлом году, «крылья» выиграли первые два матча, однако игроки «Питтсбурга» смогли сравнять счёт (в третьем и четвёртом матчах Малкин набрал в сумме пять очков). После этого команды обменялись победами на домашнем льду. «Питтсбург» смог выиграть решающий седьмой матч в гостях со счётом 2:1 благодаря дублю Максима Тальбо (Малкин ассистировал в первой шайбе) и взять реванш за прошлогоднее поражение. Набрав 36 очков (14+22) в 24 встречах, Малкин стал лучшим бомбардиром плей-офф и первым из российских игроков получил «Конн Смайт Трофи».
Следующий сезон Малкин провёл слабее, причиной тому были травмы и неудачное выступление на Олимпиаде в Ванкувере.

#### 2010-е годы
Сезон 2010/11 для Малкина стал самым неудачным в НХЛ, проведя всего 43 игры, Евгений вынужден был пропустить остаток регулярного чемпионата и плей-офф из-за тяжелой травмы правого колена. В следующем сезоне Евгений полностью реабилитировался за прошлый неудачный сезон. Со 109 очками он стал лучшим бомбардиром лиги, а также впервые в своей карьере преодолел рубеж в 50 забитых шайб за регулярный чемпионат. По ходу сезона Малкин отметился тремя хет-триками, в том числе двумя в ворота «Тампы-Бэй Лайтнинг». 4 раза по ходу сезона он набирал по 5 очков за матч (дважды в матчах против «Виннипег Джетс»). По итогам сезона Малкин получил «Арт Росс Трофи», «Харт Трофи», «Тед Линдсей Эворд».
13 июня 2013 года Евгений продлил свой контракт с «Питтсбургом» на 8 лет и на общую сумму $ 76 млн. В сезоне 2013/14 сыграл 60 матчей и набрал 72 очка (23+49). В плей-офф в 13 матчах набрал 14 очков (6+8). В первом раунде «Питтсбург» обыграл «Коламбус Блю Джекетс» (4-2), причём в шестом матче серии Малкин сделал хет-трик в ворота Сергея Бобровского (второй в карьере в матчах плей-офф). Во втором раунде «Пингвинз» вели 3-1 в серии против «Рейнджерс», дважды выиграв всухую. Но затем вратарь «Рейнджерс» Хенрик Лундквист заиграл на высшем уровне и в трёх матчах подряд пропускал только по одной шайбе, отбив суммарно 102 из 105 бросков. «Рейнджерс» выиграли три матча подряд (5:1, 3:1, 2:1) и выбили «Питтсбург» из Кубка Стэнли.
29 октября 2016 года Малкин в матче против «Филадельфии» забросил две шайбы и в результате достиг отметки 300 голов в регулярных чемпионатах НХЛ.
16 января 2017 года Малкин сделал хет-трик за 11 минут второго периода в результативном домашнем матче против «Вашингтона» (8:7 ОТ), всего во втором периоде этой игры было забито 9 шайб, а «Пингвинз» отыгрались со счёта 0:3. В 2017 году он во второй раз стал лучшим бомбардиром плей-офф, набрав 28 очков (10+18) в 25 встречах. Особенно Малкину удалась серия против «Коламбуса», в которой он набрал 11 очков (2+9) в 5 матчах. В финале «Питтсбург» в 6 матчах обыграл «Нэшвилл» (Малкин набрал 4 очка) и выиграл второй подряд Кубок Стэнли, впервые после «Детройта» 1998 года.
8 января 2018 года в матче против «Бостон Брюинз» Малкин оформил дубль, забросив победную шайбу в овертайме, и в результате стал рекордсменом «Питтсбурга» по количеству голов (12) забитых в овертайме в регулярных чемпионатах НХЛ (в 2018 году этот результат повторил, а затем превзошёл Сидни Кросби). 30 января 2018 года сделал хет-трик в домашнем матче против «Сан-Хосе Шаркс» (5:2).
11 марта 2019 года в матче против «Вашингтон Кэпиталз» набрал 1000-е очко в регулярных чемпионатах НХЛ, став 88-м игроком в истории лиги, который добился такого результата. Малкин стал пятым российским хоккеистом, преодолевшим этот рубеж, и сделал это быстрее всех своих соотечественников — в 848-м матче.
В сезоне 2019/20 Малкин сыграл 55 из 69 матчей (сезон был сокращён из-за пандемии COVID-19) и набрал 74 очка (25+49). 10-й раз за карьеру он забросил не менее 25 шайб за сезон НХЛ. 27 ноября 2019 года в домашней игре против «Ванкувер Кэнакс» (8:6) восьмой раз за карьеру и впервые за 7,5 лет набрал пять очков (2+3) в одном матче НХЛ. 17 декабря 2019 года забросил 400-ю шайбу в своём 873-м матче в регулярных сезонах НХЛ. Ранее в составе «Пингвинз» до отметки в 400 шайб за команду добирались только трое — Марио Лемьё, Яромир Ягр и Сидни Кросби. 3 марта 2020 года набрал 4 очка (0+4) в матче против «Оттавы» (7:3). В плей-офф в квалификационном раунде до трёх побед, который прошёл в августе 2020 года в Торонто на «Скоушабэнк-арене», «Пингвинз» уступили «Монреалю» (1-3), Малкин в 4 матчах сделал только одну результативную передачу. Ключевым стал третий матч (счёт в серии был 1-1), когда «Пингвинз» вели 3:1 к середине игры, но в итоге уступили 3:4. В последнем матче «Питтсбург» не сумел забросить в ворота Кэри Прайса ни одной шайбы (0:2).

#### 2020-е годы
В сезоне 2020/21 Малкин сыграл всего 33 матча из 56 и набрал 28 очков (8+20). Евгений ни разу не набрал более 2 очков за матч и ни разу не забросил более одной шайбы. 15 марта 2021 года в игре против «Бостона» набрал своё 1100-е очко в НХЛ, для этого ему потребовалось 935 матчей. Ранее из россиян 1100 очков набирали только Александр Овечкин и Сергей Фёдоров. В плей-офф сыграл 4 матча (пропустив первые две игры) и набрал 5 очков (1+4). «Питтсбург», который занял первое место в Восточном дивизионе, уже в первом раунде проиграл «Нью-Йорк Айлендерс» (2-4), хотя вёл 2-1 после третьего матча серии.
В июне 2021 года хоккеист перенёс операцию на правом колене. В середине октября 2021 года впервые провёл индивидуальную тренировку на льду. Вернулся на площадку 11 января 2022 года (через 7 месяцев после последнего матча) и в игре против «Анахайм Дакс» (4:1) набрал три очка (2+1), проведя на льду 17 минут. Малкин забросил более одной шайбы за матч впервые с 10 марта 2020 года. С 17 января по 1 февраля набирал очки в 9 матчах подряд. 3 марта набрал три очка (1+2) в игре против «Тампы-Бэй» и вышел на 60-е место по набранным очкам в истории НХЛ (1128), опередив Майка Босси и Джо Нуиндайка. 27 марта сделал хет-трик в ворота «Детройта» (11:2). Это был первый хет-трик Малкина в НХЛ с января 2018 года. 29 марта сделал одну передачу в игре против «Рейнджерс» (2:3). Эта передача стала для Малкина 697-й в регулярных сезонах НХЛ, он вышел на первое место по этому показателю среди всех российских хоккеистов, опередив Сергея Фёдорова. 9 апреля в игре против «Вашингтона» сделал свою 700-ю передачу в матчах НХЛ. Всего в 41 матче регулярного сезона набрал 42 очка (20+22) при показателе полезности −10. В плей-офф «Пингвинз» выбыли уже в первом раунде, проиграв «Рейнджерс» (3-4), Малкин в 7 матчах набрал 6 очков (3+3). Это позволило Евгению выйти на первое место по набранным очкам в плей-офф среди всех российских хоккеистов в истории НХЛ, обойдя Сергея Фёдорова. Всего на счету Малкина стало 180 очков (67+113) в 177 матчах.
12 июля 2022 года Малкин подписал новый четырёхлетний контракт с «Питтсбургом» на общую сумму $ 24,4 млн.
20 ноября 2022 года сыграл 1000-й матч в регулярных сезонах НХЛ. Малкин стал вторым после Сидни Кросби хоккеистом в истории «Пингвинз», достигшим этой отметки. За 1000 матчей Малкин набрал 1166 очков (452+714). 30 декабря 2022 года набрал своё 1180-е очко (456+724) в регулярных сезонах НХЛ и вышел на второе место в истории среди всех советских и российских хоккеистов, опередив Сергея Фёдорова. 10 января Малкин набрал 4 очка (2+2) в игре против «Кэнакс» (5:4), «Пингвинз» победили в основное время, отыгравшись с 0:3. В сезоне 2022/23 сыграл все 82 матча и набрал 83 очка (27+56). Малкин 12-й раз в карьере набрал более 70 очков за сезон НХЛ. При этом Малкин только второй раз за последние 11 сезонов набрал более 80 очков. В феврале 2023 года Евгений вошёл в топ-50 лучших бомбардиров в истории НХЛ. «Пингвинз» не сумели выйти в плей-офф впервые за карьеру Малкина в НХЛ.
В августе 2023 года вошёл в топ-20 лучших центральных нападающих НХЛ, заняв в списке 18-е место.
13 октября 2023 года набрал 4 очка (1+3) в игре против «Вашингтона». 30 октября набрал 2 очка (1+1) в игре против «Анахайма» (3:4). Малкин обошёл Петера Штястны и вышел на 40-е место в списке лучших бомбардиров в истории НХЛ — 1240 очков (476+764). 2 декабря 2023 года Малкин стал 40-м хоккеистом в истории НХЛ, набравшим 1250 очков (481+769) в регулярных чемпионатах НХЛ. Для этого Малкину потребовалось 1086 матчей. 27 декабря забросил две шайбы в ворота «Айлендерс» (7:0) и вышел на второе место по голам среди всех российских хоккеистов в НХЛ, опередив Сергея Фёдорова. На счету Малкина стало 484 гола в 1096 матчах. 4 января 2024 года сыграл свой 1100-й матч в НХЛ. 2 и 6 апреля набирал по 3 очка (2+1) в играх против «Нью-Джерси» (6:3) и «Тампы-Бэй» (5:4). В сезоне 2023/24 12-й раз в карьере забросил не менее 25 шайб за сезон НХЛ.
11 октября 2024 года в матче против «Детройта» Малкин дважды ассистировал партнёрам и стал первым россиянином, который отдал 800 результативных передач в НХЛ. 12 октября сделал 2 передачи в матче против «Торонто» (2:4) и достиг отметки в 1300 очков в НХЛ (498+802). Он стал 37-м хоккеистом в истории, набравшим 1300 очков в НХЛ. 16 октября набрал 4 очка (1+3) в матче против «Баффало». Заброшенная шайба стала для Малкина 500-й в регулярных сезонах НХЛ. Это был 1150-й матч Малкина в НХЛ. Он стал 48-м хоккеистом в истории и вторым россиянином после Овечкина, добравшимся до этой отметки. Всего в сезоне 2024/25 набрал 50 очков (16+34) в 68 матчах при показателе полезности -24. Лишь второй за карьеру после сезона 2020/21 Малкин проводил на льду в среднем менее 18 минут (17:47). «Питтсбург» третий сезон подряд не вышел в плей-офф.

### Карьера в сборной
Своё первое выступление в составе сборной России Малкин провёл на юниорском чемпионате мира 2003 в Ярославле, где набрал 9 очков в 6 матчах и выиграл бронзу. На следующий год в Минске становится чемпионом, а через несколько месяцев его приглашают в молодёжную сборную на чемпионат мира.
На молодёжных чемпионатах мира 2005 и 2006 выигрывает серебро.
На уровне взрослой сборной России по хоккею Евгений Малкин дебютировал в финале розыгрыша Евротура сезона 2004/05. В первом же матче против сборной Швеции в Стокгольме он, с передачи Александра Овечкина, забил победный гол. Вместе со сборной России Евгений дважды становился победителем хоккейного Евротура — в сезонах 2004/05 и 2005/06. 18 мая 2010 года провёл 50-й матч в составе сборной России.
Евгений Малкин участвовал в восьми чемпионатах мира — 2005 года в Австрии (где стал обладателем бронзовой медали), 2006 года в Латвии, 2007 года в России (где стал двукратным бронзовым призёром чемпионатов мира), 2010 года в Германии, завоевав серебро.
На чемпионате мира 2012 года Малкин завоевал золотую медаль и был признан самым ценным игроком турнира. На этом чемпионате мира Евгений стал главной ударной силой российской команды. Играя в одном звене с нападающими «Авангарда» Александром Пережогиным и Александром Поповым, Малкин в 10 матчах забросил 11 шайб и сделал 8 передач, а также оформил 2 хет-трика: в матче со шведами в группе (7:3) и в полуфинале с финнами (6:2). По ходу каждого из этих матчей сборная России уступала в счёте сопернику, но Евгений забивал шайбы, сокращающие разрыв в счёте и выводящие команду вперед. Малкин отметился голом и в финальном матче со сборной Словакии, установив окончательный счёт матча — 6:2.
На чемпионате мира 2014 года стал двукратным чемпионом мира, забросив третью шайбу в численном большинстве (5 на 3) в финальном матче со сборной Финляндии.
Также в составе сборной России Малкин принимал участие на трёх зимних Олимпийских играх: в 2006 в Турине, в 2010 в Ванкувере и в 2014 в Сочи.
В 2020 году Малкин был включён в символическую сборную 2010-х годов по версии ИИХФ.

## Общественная и политическая деятельность
Перед президентскими выборами 2018 года вошёл в состав движения «Putin Team», выступавшего в поддержку Владимира Путина.
В начале октября 2019 года дал интервью российскому телеканалу «Матч ТВ», в котором:
- Раскритиковал выступавшего против проводимой российскими властями и Владимиром Путиным политики Артемия Панарина (Но ведь и мы не должны лезть в политику. Это тоже неправильно. Это не наша среда. Мы вообще от этого далеки);
- Признал наличие проблем в России;
- Поддержал президента РФ Владимира Путина и проводимую им внутреннюю и внешнюю политику (Я считаю, что Путин верно ведет внешнюю политику. Да, идет вооружение, но это правильно. Мы должны защищать свой дом. Мы должны обороняться, если возникнет какая-то угроза. Никогда не нравилось, когда говорят, что «надо дружить с Западом, дружить с Америкой, вообще со всеми». Да не бывает никаких друзей! Только мы сами — друзья друг другу. А остальное — просто политические отношения. Сегодня ты дружишь, а завтра — война. Мы это уже проходили);
- Призвал заниматься реальными делами, а не критикой в интернете.

В конце октября 2019 года «Sports.ru» изучая прогоревший блокчейн-стартап Mark.Space обнаружил наличие у вложившего в него четыре миллиона долларов Малкина американского гражданства, о котором до этого не было известно. Сам хоккеист подтвердил эту информацию американской журналистке Шелли Андерсон.
Не высказывался публично о вторжении России на Украину и президенте РФ с февраля 2022 года, в 2022 году тренер команды Майк Салливан объяснял молчание хоккеиста наличием семьи в России.

## Состояние и инвестиции
Владеет брендом по производству одежды, минеральной воды, мерча Malkin-team. В 2006 году открыл Магнитогорске клуб «VIP-Зона», который спустя три года сдал в аренду.
По состоянию на 2019 год его бизнес выглядел следующим образом:
- ООО ТД «Диверсус», доля 7 %
- ООО «Ук — Марк», доля 20 %
- ООО «Эссеншл Аква», доля 25 %
- ООО «Мода Марк», доля 20 %
- ООО «МИГ», доля 50 %
- ООО «МПИ Аква», доля 25 %

По результатам 2017 года Малкин занял шестое место в рейтинге журнала «Forbes» среди российских знаменитостей. Его доход составил $ 9,5 млн.
С 10 сентября 2019 года является инвестором профессиональной киберспортивной команды из Питтсбурга «Pittsburgh Knights»

## Личная жизнь
Евгений Малкин женат на телеведущей Анне Кастеровой. 31 мая 2016 года у пары родился сын, которого назвали Никита

## Рекорды и достижения

### Командные

#### Российская Суперлига
| Год  | Команда                | Достижение                          |
| ---- | ---------------------- | ----------------------------------- |
| 2004 | Металлург Магнитогорск | Серебряный призёр Чемпионата России |
| 2006 | Металлург Магнитогорск | Бронзовый призёр Чемпионата России  |

#### НХЛ
| Год                    | Команда            | Достижение                            |
| ---------------------- | ------------------ | ------------------------------------- |
| 2008, 2009, 2016, 2017 | Питтсбург Пингвинз | Обладатель Приза принца Уэльского (4) |
| 2009, 2016, 2017       | Питтсбург Пингвинз | Обладатель Кубка Стэнли (3)           |

#### Международные
| Год              | Команда | Достижение                                    |
| ---------------- | ------- | --------------------------------------------- |
| 2003             | Россия  | Бронзовый призёр юниорского чемпионата мира   |
| 2004             | Россия  | Победитель юниорского чемпионата мира         |
| 2005             | Россия  | Серебряный призёр молодёжного чемпионата мира |
| 2005, 2007, 2019 | Россия  | Бронзовый призёр чемпионата мира (3)          |
| 2006             | Россия  | Серебряный призёр молодёжного чемпионата мира |
| 2010, 2015       | Россия  | Серебряный призёр чемпионата мира (2)         |
| 2012, 2014       | Россия  | Чемпион мира (2)                              |

### Индивидуальные

#### Российская Суперлига
| Год  | Команда                | Достижение                              |
| ---- | ---------------------- | --------------------------------------- |
| 2004 | Металлург Магнитогорск | Лучший новичок сезона Чемпионата России |
| 2006 | Металлург Магнитогорск | Обладатель «Золотого шлема»             |

#### НХЛ
| Год                    | Команда            | Достижение                                     |
| ---------------------- | ------------------ | ---------------------------------------------- |
| 2007                   | Питтсбург Пингвинз | Попадание в символическую сборную новичков НХЛ |
| 2007                   | Питтсбург Пингвинз | Обладатель «Колдер Трофи»                      |
| 2008, 2009, 2012, 2016 | Питтсбург Пингвинз | Участник матча всех звёзд (4)                  |
| 2008, 2009, 2012       | Питтсбург Пингвинз | Попадание в символическую сборную НХЛ (3)      |
| 2009                   | Питтсбург Пингвинз | Обладатель «Конн Смайт Трофи»                  |
| 2009, 2012             | Питтсбург Пингвинз | Обладатель «Арт Росс Трофи» (2)                |
| 2012                   | Питтсбург Пингвинз | Обладатель «Харт Трофи»                        |
| 2012                   | Питтсбург Пингвинз | Обладатель «Тед Линдсей Эворд»                 |

#### Сборные
| Год              | Команда | Достижение                                                    |
| ---------------- | ------- | ------------------------------------------------------------- |
| 2004             | Россия  | Лучший нападающий юниорского чемпионата мира                  |
| 2004             | Россия  | Попадание в символическую сборную юниорского чемпионата мира  |
| 2006             | Россия  | Лучший нападающий молодёжного чемпионата мира                 |
| 2006             | Россия  | Попадание в символическую сборную молодёжного чемпионата мира |
| 2006             | Россия  | Самый ценный игрок молодёжного чемпионата мира                |
| 2007, 2010, 2012 | Россия  | Попадание в символическую сборную чемпионата мира (3)         |
| 2012             | Россия  | Самый ценный игрок чемпионата мира                            |
| 2012             | Россия  | Лучший нападающий чемпионата мира                             |

#### НХЛ
| Год        | Команда            | Достижение                      |
| ---------- | ------------------ | ------------------------------- |
| 2012, 2017 | Питтсбург Пингвинз | Обладатель «Харламов Трофи» (2) |

#### Прочее
- Первый игрок, начиная с сезона 1917/1918, забивавший в каждом из своих первых шести матчей в НХЛ[52].
- Обладает самой длительной результативной серией в регулярных чемпионатах НХЛ для игроков из России — 15 матчей.
- Второй после Уэйна Гретцки игрок, ставший в одном сезоне лучшим бомбардиром регулярного чемпионата НХЛ и чемпионата мира[53].
- Повторил достижение Уэйна Гретцки по количеству голевых передач в одном месяце (21 передача в ноябре 2013)[54].
- Малкин вместе с Сидни Кросби и Крисом Летангом составляют первое в истории НХЛ трио партнёров, игравших вместе за один клуб в течение 16 сезонов[55].
- Дважды спортсмен года по версии газеты «Советский спорт» (2012, 2017)[56]. Евгений Малкин и Елена Исинбаева являются единственными, кто дважды удостоился этого звания.

## Статистика
| Легенда | Легенда                    | Легенда | Легенда                   | Легенда | Легенда    |
| ------- | -------------------------- | ------- | ------------------------- | ------- | ---------- |
| И       | Количество проведённых игр | Штр     | Штрафное время            | +/−     | Плюс-минус |
| Г       | Голы                       | П       | Голевые передачи          | О       | Очки       |
| -       | Статистика неизвестна      | —       | Статистика не учитывалась |         |            |